# シャトルバス

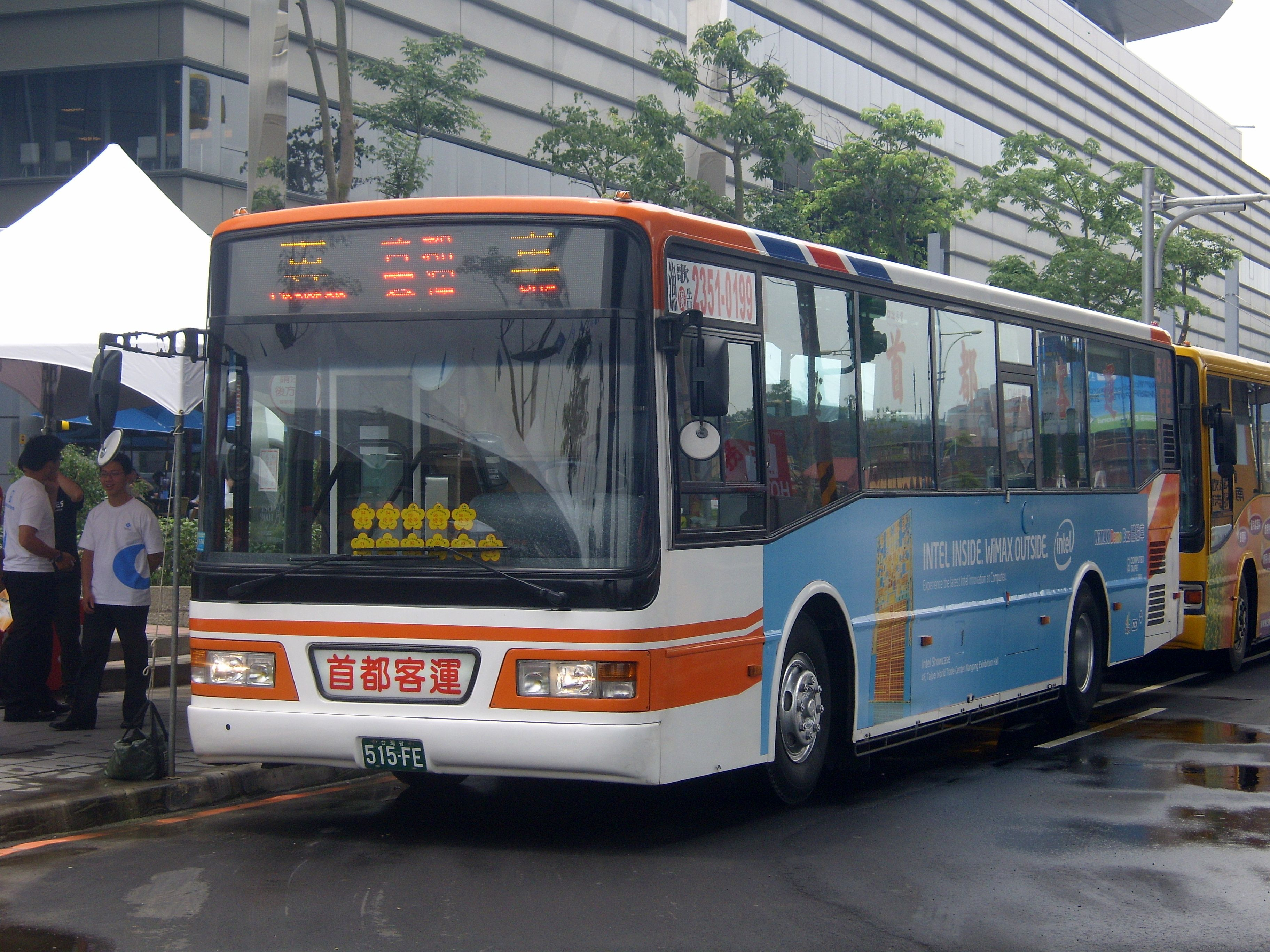
2008年 WiMAX EXPO 台湾台北の臨時シャトルバス

シャトルバスとは、イベント会場や空港・観光地など特定の目的地を利用する乗客を効率的に輸送するため、短い間隔で運行するバスのことである。この運行形態を「シャトル運行」と呼ぶ場合もある。英語では単にシャトル（Shuttle）という。

## 概要
名称は、織機の杼（英語: shuttle）のように短い周期で往復する様子に由来する。実際には往復輸送ではなく、一方向運転や循環運転の場合もある。
大量の集客が見込まれるイベント開催時または来客が集中する定例行事の時期に会場と交通結節点を結ぶ臨時型と、集客力のある観光地や施設等を結ぶ常設型がある。鉄道のようなインフラを設けることなく効率的に大量輸送が実現でき、同時に一般路線バスなど日常的な公共交通機関にまで混雑が波及することを回避できる。
イベント臨時型では、その場で実際の来客状況を判断して調整することが多い。一例として利用が多い時には運行間隔を短くして参加客を捌いたり、終了時刻が遅れた場合にはそれに合わせて運行したり、また利用が少ない場合は運行削減や中止するなどである。空港常設型では、発着時刻の変更の変更が多く欠航もあり得る航空便に合わせて運行できる。

## 各国の法制度

### 日本
道路運送法4条の許可を受けた一般乗合旅客自動車運送事業者であれば路線定期運行を行うことができる（4条乗合、道路運送法施行規則3条の3）。
一方、道路運送法では、一般貸切旅客自動車運送事業者及び一般乗用旅客自動車運送事業者も、災害の場合その他緊急を要するとき、又は一般乗合旅客自動車運送事業者によることが困難な場合において、一時的な需要のために国土交通大臣の許可を受けて地域及び期間を限定して行うときに限り、乗合旅客の運送をすることができるとする（道路運送法第21条）。道路運送法第21条に基づく乗合バスを「21条貸切乗合」といい、運行期間が原則1年以下のもので、イベント送迎シャトルバス、鉄道代行バス、自治体の要請による実証運行などがこれにあたる。

### シンガポール
シンガポールではバスの運行形態は乗合バス（Basic Bus Services）、乗合プラスバス（Basic-Plus Bus Services）、補足的バス（Supplementary Bus Services）、プレミアムバス（Premium Bus Services）、特別バス（Special Bus Services）、シャトルバス（Shuttle Bus Services）の6種類に分けられている。シャトルバスに関しては始点と終点の間に3カ所に限りバス停を置くことが許可されている。
シャトルバスを運行する経路は乗合バスや地下鉄事業の経路と最大40％まで重複することができる。また、シンガポールではシャトルバスに運賃の制限はない。